# 克朗岛 (印尼)
克朗岛（印尼语：Pulau Kelang）是印度尼西亚马鲁古省西斯兰县的一个岛，是靠近斯兰岛西端的多山小岛，西邻马尼帕岛。Sole村坐落于岛东北沿，是岛上最大村落。Tono是岛上最高点, 为一座火山。
Babi岛是位于斯兰岛和克朗岛之间6 km长的岛，是克朗岛东北相对较小的岛，与克朗岛和斯兰岛之间以狭窄海峡隔开。
克朗岛的居民说鲁胡语，也说印尼语和安汶马来语。

## 资料来源
1. ↑  Pub164, 2004 Sailing Directions (Enroute): New Guinea
2. ↑  .   [2017-04-10]. （原始内容存档于2014-02-26）.

3°12′S 127°44′E / 3.200°S 127.733°E